# The Dark Secret
The Dark Secret prvi je EP talijanskog power metal sastava Rhapsody of Fire. EP je 29. lipnja 2004. objavila diskografska kuća Magic Circle Music.

## Pozadina
Čovjek prikazan na omotu albuma je narator u određenim pjesmama albuma, Christopher Lee.

## Popis pjesama
| 1.    | »Unholy Warcry (uređena verzija)«         | 4:26  |
| 2.    | »Thunder's Mighty Roar«                   | 5:36  |
| 3.    | »Guardians of Destiny (engleska verzija)« | 5:27  |
| 4.    | »Sacred Power of Raging Winds«            | 10:09 |
| 5.    | »Non Ho Sonno (Remiks)«                   | 4:08  |
| 29:46 |                                           |       |

## Zasluge
- Patrice Guers - bas-gitara
- Luca Turilli - gitara
- Alex Staropoli	- klavijature, klavir
- Fabio Lione - vokali
- Alex Holzwarth - bubnjevi

Dodatni glazbenici
- Dominique Leurquin - ritam gitara
- Christopher Lee - narator
- The Brno Academy Choir - zbor
- The Bohuslav Martinů Philharmonic - okrestar

Ostalo osoblje
- Christopher Lee - model na omotu